# Tibor Kapu
Tibor Kapu (né le 5 novembre 1991 à Nyíregyháza) est un astronaute hongrois. Il a été sélectionné en mai 2024 pour participer à un vol à bord d’un véhicule Crew Dragon de SpaceX vers la Station spatiale internationale (ISS) dans le cadre d’une mission organisée par Axiom Space.

## Biographie et formation
Tibor Kapu a grandi à Nyíregyháza, où il a fréquenté le lycée Gyula Krúdy. Il a ensuite poursuivi ses études à l’université polytechnique et économique de Budapest (BME), obtenant un diplôme en génie mécanique. Professionnellement, il a acquis une expérience diversifiée : il a travaillé dans l’industrie pharmaceutique, sur le développement de batteries pour voitures hybrides, et a contribué à des projets de protection contre les radiations pour les astronautes, un domaine clé pour les missions spatiales. Par ailleurs, Kapu est un parachutiste expérimenté, avec à son actif 38 sauts, démontrant son goût pour les activités physiques exigeantes et son aptitude à gérer des situations extrêmes.

## Sélection dans le programme HUNOR
En 2023, Tibor Kapu a été retenu parmi 244 candidats dans le cadre du programme HUNOR (Hungarian to Orbit), une initiative visant à envoyer un nouvel astronaute hongrois dans l’espace, plus de 40 ans après la mission de Bertalan Farkas en 1980. Aux côtés de trois autres finalistes, il a été choisi pour représenter la Hongrie dans cette mission historique. Gyula Cserényi, également sélectionné dans le programme, sera sa doublure pour cette mission.
Depuis sa sélection, Kapu s’entraîne intensivement à Houston, au Texas, sous la supervision de la NASA et d’Axiom Space, qui collaborent pour préparer les astronautes aux exigences des missions vers l’ISS. Cette formation inclut des simulations de vol, des exercices en apesanteur et une familiarisation avec les systèmes du Crew Dragon.

## Mission Axiom Space-4
En août 2024, l’Agence spatiale européenne (ESA) a confirmé que Tibor Kapu participera à la mission SpaceX Axiom Space-4 (Ax-4), aux côtés d’autres astronautes internationaux, dont le Polonais Sławosz Uznański-Wiśniewski et l’Indien Shubhanshu Shukla. La mission Ax-4, commandée par Peggy Whitson, décolle le 25 juin 2025 du Centre spatial Kennedy en Floride pour une mission de deux semaines et demie à bord de l’Station spatiale internationale (ISS), au cours de laquelle 60 expériences scientifiques sont réalisées. La capsule Crew Dragon transportant Kapu, ainsi que Sławosz Uznański-Wiśniewski et Shubhanshu Shukla, quitte l’ISS le 14 juillet 2025 à 11h15 GMT et amerrit dans l’océan Pacifique au large de la Californie le 15 juillet 2025 à 09h31 GMT.

## Contexte et importance
Tibor Kapu est le deuxième astronaute hongrois de l’histoire, succédant à Bertalan Farkas, qui avait volé à bord de la station Saliout 6 en 1980 dans le cadre du programme spatial soviétique. Sa mission avec Axiom Space illustre l’évolution de l’accès à l’espace, désormais ouvert aux partenariats commerciaux et aux nations plus petites grâce à des entreprises comme SpaceX et Axiom.